# 邓洪
邓洪（1888年—1969年），男，湖南浏阳人，中国政治人物，原江西省人民委员会副省长。

## 生平
邓洪于1927年加入中国共产党，1930年参加赤卫队。1934年起曾任湘鄂赣省苏维埃政府保卫局局长、省苏维埃政府主席、省委白区工作部部长、中共中央社会部第四部长等职。1944年进入中央党校学习。1946年后出任东满军区后勤部副政委、政委。1949年起，历任江西省人民政府建设厅厅长、农业厅厅长、农林厅厅长等职。1956年出任江西省人民委员会副省长。1959年加入中国作家协会。他还是中共七大、八大代表，第四届全国政协常委。1969年因病去世。